# FDGB-pokal
FDGB-pokal (Freier Deutscher Gewerkschaftsbund Pokal) var den østtyske pokalturnering i bl.a. fodbold. Holdene fra DDR-Oberliga og DDR-Liga var direkte kvalificerede. De øvrige hold spillede en kvalifikationsturnering.
Første vinder i 1949 var BSG Waggonbau Dessau, den sidste vinder var FC Hansa Rostock.
Finalen blev fra 1975 til den sidste sæson i 1991 spillet på Stadion der Weltjugend i Østberlin.